# ورزشگاه میلود هدفی
ورزشگاه میلود هدفی (انگلیسی: Miloud Hadefi Stadium) یک ورزشگاه فوتبال و دو و میدانی در شهر وهران، الجزایر است.
این ورزشگاه که در سال ۲۰۲۱ تأسیس شده دارای ۴۰٬۱۴۳ نفر ظرفیت است.

## نگارخانه

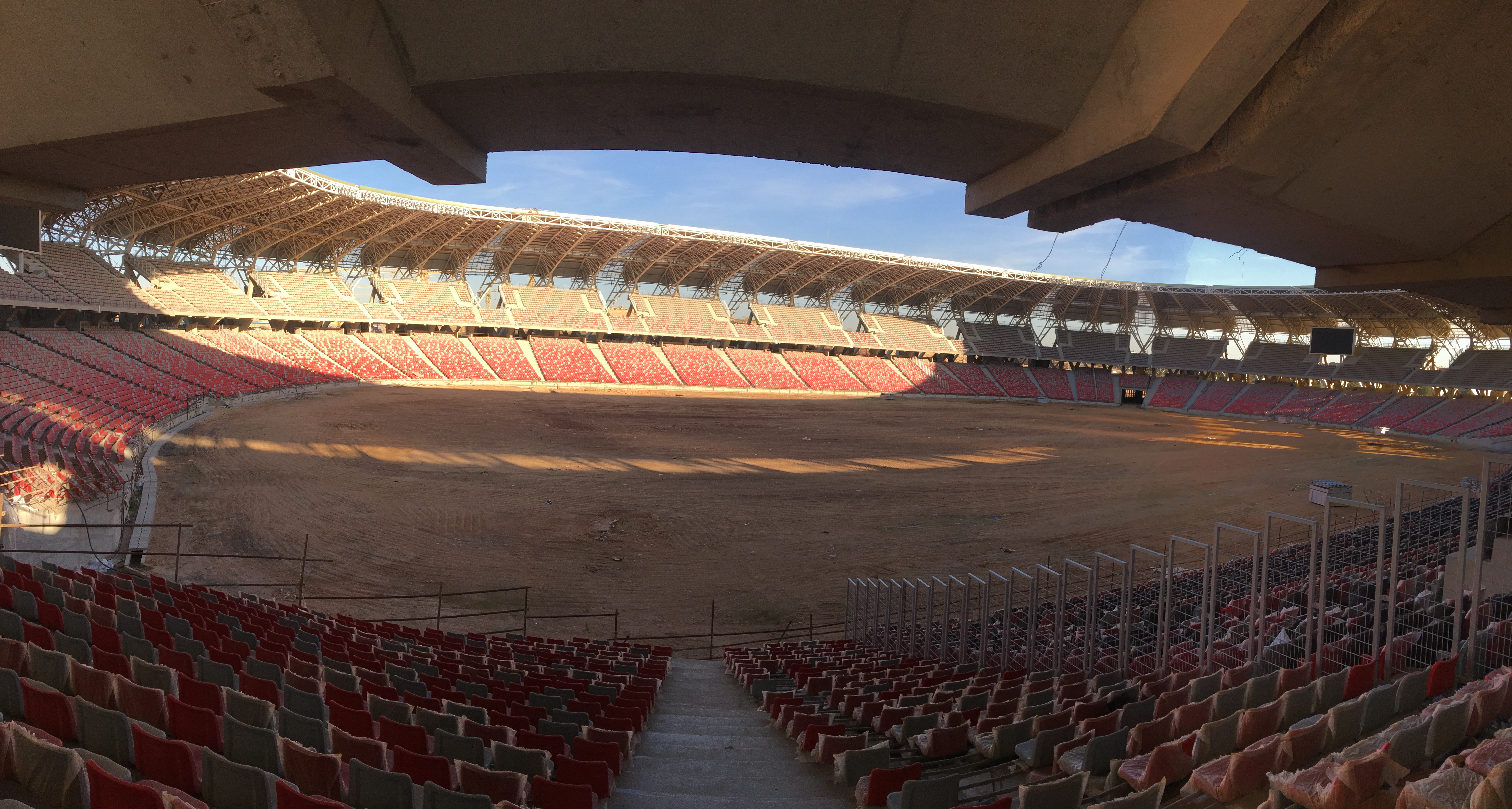
در حال ساخت
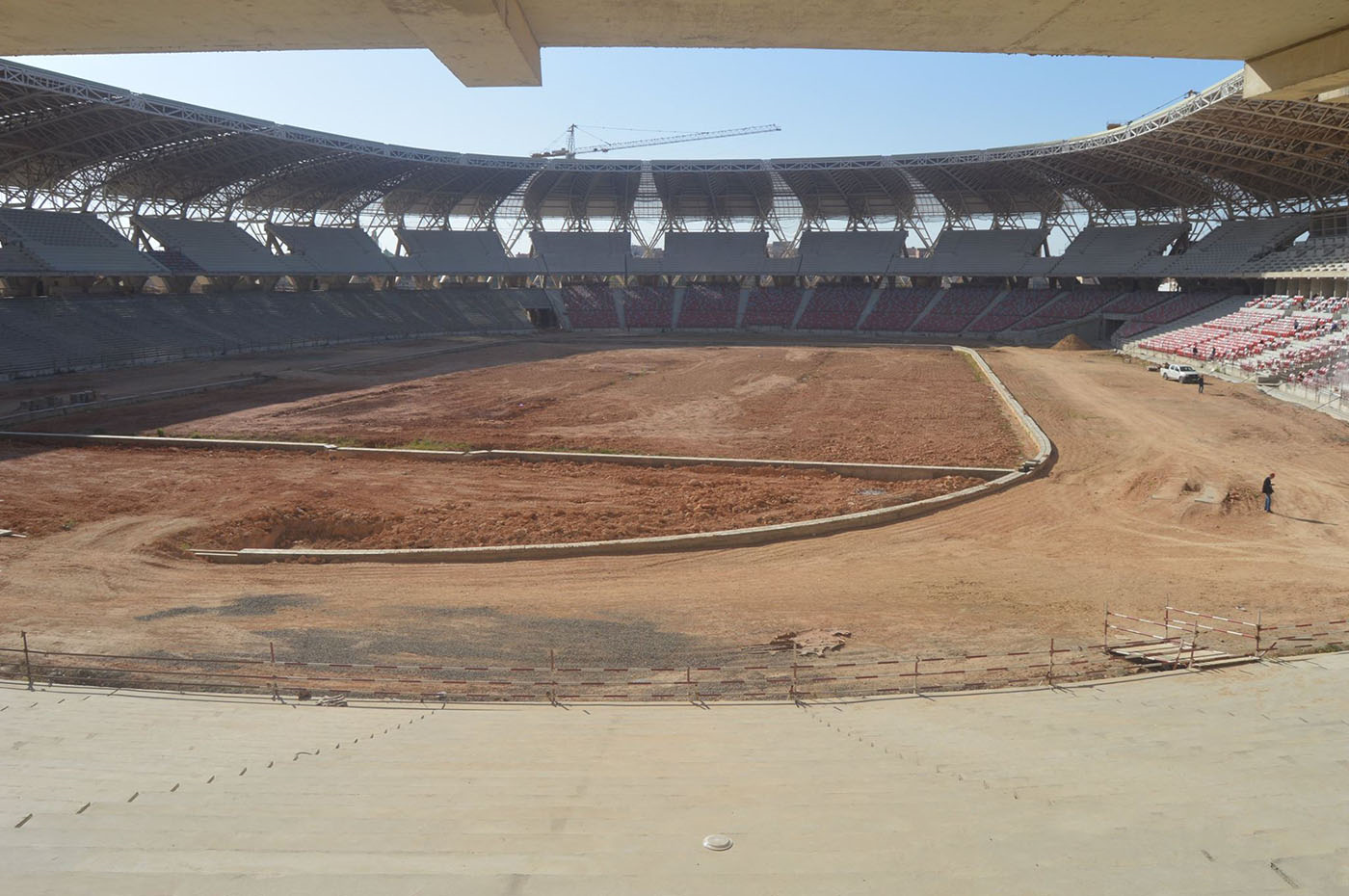
در حال ساخت
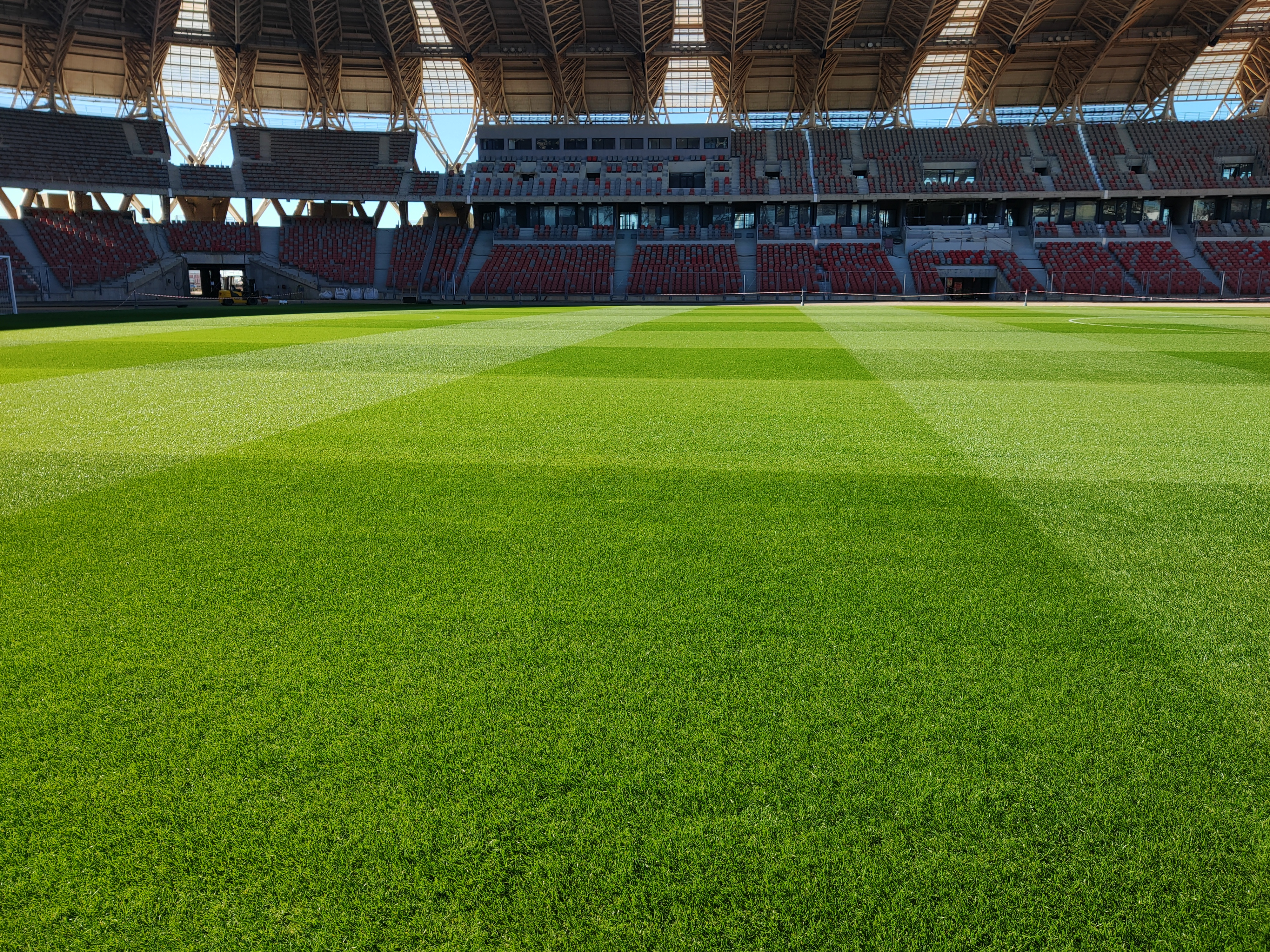